# Eugène Bure
Alexandre Louis Eugène Bure (Parijs, 25 februari 1843 - Saint-André-de-Seignanx, 14 februari 1910) was Frans diplomaat ten tijde van het Tweede Franse Keizerrijk. Hij was een buitenechtelijke zoon van de Franse keizer Napoleon III en Eléonore Vergeot.

## Biografie
Eugène Bure was de eerste natuurlijke zoon van Eléonore Vergeot en van de latere Franse keizer Napoleon III, na zijn broer Alexandre. Bure werd geboren in de tijd dat zijn natuurlijke vader Lodewijk Napoleon Bonaparte in gevangenschap verbleef in het Kasteel van Ham. Zijn wettelijke vader was Pierre Bure.
Eugène legde zich na zijn studies toe op een diplomatieke carrière. Zijn eerste diplomatieke betrekking was de functie van secretaris op de Franse ambassade in Sint-Petersburg, de hoofdstad van het Keizerrijk Rusland. Daar zorgde hij al gauw voor een schandaal, door een relatie aan te gaan met de maîtresse van de ambassadeur. Hierdoor werd hij overgeplaatst naar verschillende afgelegen diplomatieke posten. Achtereenvolgens was hij in dienst als attaché bij het consulaat-generaal van New York (2 juli 1861), weerom als attaché, maar dit keer bij het fondsbeheer (12 oktober 1864), vervolgens als viceconsul in Roses in Spanje, niet ver van de Franse grens (28 juni 1865). Nadien werd hij, eveneens als viceconsul, naar Belfast gestuurd (17 februari 1866), om vervolgens als consul-generaal aan de slag te gaan in Zanzibar (31 maart 1868), in Danzig (5 juni 1869), in Charleston (14 maart 1870) en in Asuncion, de hoofdstad van Paraguay (2 juli 1870). In Asuncion zou hij echter nooit aankomen. Frankrijk was in 1870 immers betrokken in de Frans-Duitse Oorlog, wat Eugène ertoe bracht zich aan te sluiten bij het Franse leger.
Op 11 juni 1870 ondertekende zijn natuurlijke vader, keizer Napoleon III, een decreet dat Eugène de titel van graaf van Orx toekende. Na de oorlog, de val van het Tweede Franse Keizerrijk en de afkondiging van de Derde Franse Republiek trok Eugène zich terug uit de Franse diplomatie. In 1885 werd hij nog wel burgemeester van het plaatsje Saint-André-de-Seignanx. Hij zou burgemeester blijven tot zijn dood in 1910.
- Bibliothèque nationale de France: cb102337432 (data)
- Gemeinsame Normdatei: 1128669463
- International Standard Name Identifier: 0000 0004 2849 2617
- Virtual International Authority File: 307210290
- WorldCat: E39PBJkhG4DDRPRgjdcvD9WMT3